# The Merry Monahans
The Merry Monahans ist eine US-amerikanische musikalische Tragikomödie von Charles Lamont aus dem Jahr 1944. In den Hauptrollen agieren Donald O’Connor, Peggy Ryan, Jack Oakie und Ann Blyth.
Der Film war in der Kategorie „Beste Filmmusik“ für einen Oscar nominiert.

## Handlung
Während einer Vorstellung im Bostoner Empire-Theater macht der Vaudeville-Star Pete Monahan seiner Partnerin Lillian einen Antrag, den diese auch annimmt. Kaum haben beide die Bühne verlassen, erklärt das Showgirl Rose, dass sie bereits mit Pete verlobt sei, denn er habe ihr in der Nacht zuvor in angetrunkenem Zustand einen Antrag gemacht. Als Lillian davon erfährt wendet sie sich von Pete ab, der daraufhin Rose heiratet. Pete und Rose gründen eine Familie und werden später zusammen mit ihrem Sohn Jimmy und ihrer Tochter Patsy zu den „Four Monahans“.
Irgendwann verlässt Rose ihre Familie. Pete hinterlässt sie eine Nachricht, dass er ihr nie gesagt habe, dass er sie liebe, sondern nur von seiner Liebe zu Lillian gesprochen habe. Die nunmehr „Three Monahans“ geben zu Beginn des Ersten Weltkriegs eine Vorstellung im Colonial Theater in Schenectady, Bundesstaat New York, als man ihnen die Position als führende Stars des Empire Theaters anbietet. Pete möchte jedoch wegen seiner traurigen Erinnerungen nicht nach Boston zurückkehren. Diese Weigerung hat zur Folge, dass das Trio auch sein Engagement im Colonial verliert. Die Lage der Familie bessert sich jedoch wieder, als ein Theateragent sie für das prestigeträchtig „Keith Theatre Circuit“ bucht.
Während einer Zugfahrt nach Philadelphia lernt Jimmy Sheila DeRoyce, Lillians Tochter, kennen. In der Annahme, dass Jimmy nur ein Herumstreuner sei, erzählt Sheila dem jungen Mann, dass sie und ihre Mutter zusammen mit dem berühmten Schauspieler Arnold Pembroke im „Keith Circuit“ auftreten würden. Als beide dann hinter der Bühne aufeinandertreffen, staunt Sheila nicht schlecht. Natürlich trifft die inzwischen verwitwete Lillian auch wieder mit Pete zusammen. Pembroke hingegen übt Druck auf Sheila aus, da er nicht möchte, dass sie weiter Kontakt zu Jimmy hat. Wegen Sheila hat Pembroke sich für das „Keith-Circuit“ entschieden, da er sie für außergewöhnliches talentiert hält.
Pete erzählt seinen Kindern, dass er Lillian bei der nächsten Vorstellung erneut einen Antrag machen will, muss aber wenig später erfahren, dass sie sich gerade mit Pembroke verlobt hat. Verzweifelt darüber, Lillian ein weiteres Mal verloren zu haben, betrinkt Pete sich. Dass Lillian Pembrokes Antrag nur angenommen hat, um die Zukunft ihrer Tochter Sheila zu sichern, kann er nicht wissen. Jimmy und Patsy sind daher an diesem Abend gezwungen, ohne ihren Vater aufzutreten. Weldon Laydon, der Produzent der „Manhattan Follies“, bietet dem Geschwisterpaar an, es zu engagieren. Ohne zu wissen, wer er wirklich ist, lehnen beide ab.
Einige Zeit später verlässt Sheila ihr Zuhause wegen Pembroke. Zusammen mit Jimmy möchte sie einfach nur weg. Lillian und Pembroke können sie jedoch einholen und Pembroke zieht sich zurück, da sein Ego es auf Dauer nicht zulässt, der Star hinter der jungen Frau zu sein. Pete ist inzwischen zu einer dreißigtägigen Gefängnisstrafe verurteilt worden, da er aus Ärger einen Stein in das Schaufenster eines Spirituosengeschäftes geworfen hat. In dieser Zeit schließen sich Jimmy und Patsy dann doch noch den „Manhattan Follies“ an. Als Weldon ihnen dann jedoch erklärt, dass er ihren Vater nicht engagieren werde, verlassen sie die Show wieder. Pete wird an dem Tag aus dem Gefängnis entlassen, als die Prohibition in den Vereinigten Staaten verabschiedet wird. Nachdem er in der Variety die begeisterten Rezensionen über die Show seiner Kinder gelesen hat, entschließt er sich allein zu arbeiten und zur „Patriotic Charities Benefiz Show“ zu wechseln. Jimmy und Patsy bestehen jedoch darauf, ihren Vater auf der Bühne zu begleiten und als Weldon die drei zusammen sieht, ist er bereit, das Trio zu buchen. Und endlich kommt es auch dazu, dass Pete und Lillian ein Paar werden, ebenso wie Jimmy und Sheila und aus den „Four Monahans“ werden nun „The Merry Five Monahans“.

## Produktion

### Produktionsnotizen
Produziert wurde der Film von Universal Pictures. Laut der Fachzeitschrift der Filmindustrie The Hollywood Reporter hatte der Film das größte Budget aller Filme, in denen Donald O’Connor bisher spielte. Im September 1943 kündigte die Zeitschrift an, dass Frank Ryan der Regisseur des Films sei und dass die Dreharbeiten am 11. Oktober 1943 begännen. Ryan wurde jedoch durch Charles Lamont ersetzt und die Dreharbeiten begannen erst am 6. Dezember 1943 und gingen Ende Januar 1944 zu Ende. Eine Szene des Films sah vor, dass Peggy Ryan in ihrer Rolle die Sängerin Sophie Tucker imitieren sollte, während sie deren Markenzeichen, den Song Some of These Days singt. Donald O’Connor wiederum imitierte Al Jolson und dessen Song Rock-a-Bye Your Baby with a Dixie Melody. Laut einer Pressemitteilung von Universal war O’Connor ursprünglich als Jolson-Imitator mit dunkler Hautfarbe für die Melodie Mammy eingeplant. Der für den Film angekündigte Schauspieler Sidney Blackmer war im fertigen Film nicht auszumachen; auch Billy Curtis, der ebenfalls genannt wurde, trat nicht auf.
Für die Filmbauten trugen John B. Goodman, Martin Obzina und Russell A. Gausman die Verantwortung, für die Kostüme lag die Zuständigkeit bei Vera West und für die visuellen Effekte, speziell die fotografischen, bei John P. Fulton.

### Musik im Film
- Lovely von Irving Bibo und Don George
gesungen von Jack Oakie, Rosemary De Camp und Ann Blyth
- Beautiful To Look At von Bibo und George,
gesungen von Donald O’Connor
- We’re Having a Wonderful Time von Bibo und George,
gesungen von Jack Oakie, Donald O’Connor und Peggy Ryan
- Stop Foolin’ von Bibo und George,
gesungen von Peggy Ryan und Donald O’Connor
- I Hate to Lose You von Archie Gottler und Grant Clarke,
gesungen von Donald O’Connor und Peggy Ryan
- Rock-a-Bye Your Baby with a Dixie Melody von Jean Schwartz, Joe Young und Sam M. Lewis,
gesungen von Donald O’Connor
- Missouri Waltz von Frederick Knight Logan und J. R. Shannon,
gesungen von Donald O’Connor
- Impersonations von Bibo und George,
gesungen von Donald O’Connor und Peggy Ryan
- I’m Always Chasing Rainbows von Harry Carroll und Joseph McCarthy,
gesungen von Jack Oakie, Donald O’Connor und Peggy Ryan
- In My Merry Oldsmobile von Gus Edwards und Vincent P. Bryan,
gesungen von Jack Oakie, Donald O’Connor, Peggy Ryan, Ann Blyth und Rosemary DeCamp
- Isle D’Amour von Leo Edwards und Earl Carroll,
gesungen von Ann Blyth
- What Do You Want to Make Those Eyes at Me For? von Joseph McCarthy und Howard Johnson,
gesungen von Jack Oakie, Donald O’Connor, Peggy Ryan und einem Trio
- Old Folks at Home von Stephen Foster,
gesungen von Jack Oakie, Donald O’Connor und Peggy Ryan
- Carry Me Back to Old Virginny von James Allen Bland,br />gesungen von Jack Oakie, Donald O’Connor und Peggy Ryan
- I Love You, California von A. F. Frankenstein und F. B. Silverwood,
getanzt von Donald O’Connor, Jack Oakie und Peggy Ryan
- Ta-ra-ra Boom-der-é von Henry J. Sayers,
gesungen von Jack Oakie und Isabel Jewell
- Some of These Days von Shelton Brooks
gesungen von Peggy Ryan
- Rose Room von Art Hickman und Harry Williams,
getanzt von Donald O’Connor und Peggy Ryan
- When You Wore a Tulip and I Wore a Big Red Rose von Percy Wenrich und Jack Mahoney
- The Campbells Are Coming, traditionelle Weise,
gesungen von Jack Oakie

### Veröffentlichung
Der Film hatte in den Vereinigten Staaten am 15. September 1944 Premiere. Im Dezember 1944 wurde er in Argentinien veröffentlicht, im Dezember 1944 in Mexiko, im Februar 1945 in Schweden und im Juli 1948 in Finnland. Im Kino zu sehen war er zudem in Brasilien, Portugal und in Spanien. In der Bundesrepublik Deutschland wurde der Film nicht veröffentlicht.

## Rezeption

### Kritik
TMP hielt in der New York Times fest, dass es im Film zwanzig Musiknummern gebe, die bei der Erstaufführung einen melodischen Nebelschweif über die Kinoleinwand gelegt hätten. Aber man habe den Eindruck gehabt, dass es sehr viel mehr Lieder gewesen seien und vielleicht sogar dreimal mehr als Hintergrundmusik. Denn sobald die Handlung ein wenig schleppend werde, stimme die Band eine alte Nostalgie-Nummer wie beispielsweise Missouri Waltz an oder die Monahans geben eine Einlage mit Suwanee River oder In My Merry Oldsmobile, sie singen, tanzen und ziehen alle Register, sodass für die Handlung des Films gar nicht mehr so viel Zeit bleibe. Die Songs seien angenehm sentimental, auch wenn es davon zu viele gebe und eine Varieté-Show hänge nicht nur von einem Team ab. Tatsächlich sei das, was The Merry Monahans ausmache, ein Fest der Lieder, das angenehme Momente bereithalte.
Der Movie & Video Guide schrieb: „Spirited cast does its best with bland, utterly predictable vaudeville saga, filled with period tunes like ‚When you wore a tulip‘.“ („Temperamentvolle Besetzung, die ihr Bestes gibt in einem glatten absolut vorhersehbaren Varietéfilm, angefüllt mit historischen Melodien wie ‚When you wore a tulip‘.“)
Halliwell’s Film Guide charakterisierte den Film wie folgt: „Acceptable backstage comedy drama with good athmosphere.“ („Akzeptable Tragikomödie, die hinter die Kulissen schaut, mit guter Atmosphäre.“)

### Auszeichnung
Oscarverleihung 1945
- Nominierter: Hans J. Salter in der Kategorie „Beste Filmmusik“ (Musikfilm)
Der Oscar ging an Carmen Dragon und Morris Stoloff und den Musicalfilm Es tanzt die Göttin.

### Nachwirkung
Laut Hollywood Reporter widmete die Radiosendung Double or Nothing ihre Sendung vom 15. September 1944 diesem Film.